# Triteleia hendersonii
Triteleia hendersonii är en sparrisväxtart som beskrevs av Edward Lee Greene. Triteleia hendersonii ingår i släktet Triteleia och familjen sparrisväxter. Inga underarter finns listade i Catalogue of Life.